# الپاسینچ
الپاسینچ (به اسپانیایی: Alpasinche) یک منطقهٔ مسکونی در آرژانتین است که در ایالت لا ریوخا، آرژانتین واقع شده‌است.